# مورچه‌های عنکبوتی
مورچه‌های عنکبوتی (نام علمی: Leptomyrmex) نام یک سرده از تیره مورچه است.